# 2018년 축구
다음은 2018년 전세계에서 개최된 축구 대회이다.

## 대회

### 남자 국가대표
- 1월 13일 - 2월 4일: 2018년 아프리카 네이션스 챔피언십
  -   모로코 (1번째 우승)
  -   나이지리아
  -   수단
  - 4위  리비아
- 5월 30일 - 6월 5일: 라트비아에서 개최되는 2018년 발틱컵
  -   라트비아 (15번째 우승)
  -   에스토니아
  -   리투아니아
- 6월 14일 - 7월 15일: 러시아에서 개최되는 2018년 FIFA 월드컵
  -   스페인 (2번째 우승)
  -   프랑스
  -   벨기에
  - 4위:  잉글랜드

### 청소년
- 2018년 1월 9일 - 27일: 2018년 AFC U-23 챔피언십
  -   우즈베키스탄 (1번째 우승)
  -   베트남
  -   카타르
  - 4위  대한민국
- 5월 6일 - 20일: 잉글랜드에서 열리는 UEFA 17세 이하 챔피언십
  -   네덜란드 (3번째 우승)
  -   이탈리아
- 7월 17일 - 29일: 핀란드에서 열리는 UEFA 19세 이하 챔피언십
  -   포르투갈 (4번째 우승)
  -   이탈리아

### 여자 국가대표
- 11월 13일 - 12월 1일: 우루과이에서 개최되는 2018년 FIFA U-17 여자 월드컵
  -   스페인 (1번째 우승)
  -   멕시코
  -   뉴질랜드
  - 4위:  캐나다
- 8월 5일 - 24일: 프랑스에서 개최되는 2018년 FIFA U-20 여자 월드컵
  -   일본 (1번째 우승)
  -   스페인
  -   잉글랜드
  - 4위:  프랑스